# کنت پاریس

نشان رسمی کنت پاریس

کنت پاریس (به فرانسوی: Comte de Paris)، عنوانی بود برای نجیب‌زاده محلی ناحیه اطراف پاریس در زمان دودمان کارولنژی. پس از اینکه هوگو کاپه در سال ۹۸۷ به عنوان پادشاه فرانسه انتخاب شد، این عنوان در تاج پادشاهی ادغام و بی‌استفاده شد. با این حال، بعدها توسط مدعیان اورلئانیست تاج و تخت فرانسه در تلاش برای یادآوری میراث هوگو کاپه و سلسله او احیا شد.

## کنت‌هایمروونژی

### گوئدیسی
- بادیلون
- تا ۶۷۸: سنت وارینوس (۶۲۰–۶۷۸)

### خاندانپپنی‌ها
- ۷۴۹–۷۵۳: گریفو (۷۲۶–۷۵۳)، پسر شارل مارتل و همسر دومش، سواناهیلد.

## کنت‌هایکارولنژی

### ژیراردیدها
- ۷۵۹/۷۶۰–۷۷۹: جرارد یکم (درگذشت ۷۷۹).
- ۷۷۹–۸۱۱/۸۱۵: استفان (۷۵۴–۸۱۱/۸۱۵)، پسر جرارد یکم.
- ۸۱۱–۸۱۵/۸۱۶: بگو (یا Begon) (۷۵۵/۷۶۰–۸۱۶)، برادر استفان.
- ۸۱۶: لوتارد یکم پاریس (۷۴۰–۸۱۶)، برادر بگو و همچنین کنت فزنساک.
- ۸۳۸–۸۴۱: جرارد دوم (۸۱۰–۸۷۷/۸۷۹)، پسر قبلی و برادر آدلاید، همچنین دوک وین.
- ۸۴۱–۸۵۸: لوتارد دوم پاریس (۸۰۶–۸۵۸)، پسر بگو.

### ولف‌ها
- ۸۵۸–۸۵۹: کنراد یکم بزرگ (۸۰۰–۸۶۲/۴)، همچنین کنت آرگنگاو و لینز

### ژیراردیدها
- ۸۷۷–؟: آدالارد (۸۳۰–۸۹۰)، کنت پالاتین، پدر آدلاید که همسر پادشاه لوئی دوم پادشاه فرانک باختری بود.

### روبرتیان
- ۸۸۲/۳–۸۸۸: اودو (۸۵۷–۸۹۸)، بعدها پادشاه فرانک باختری.
- ۸۸۸–۹۲۲: روبر (۸۶۶–۹۲۳)، همچنین کنت بلوآ، آنژو، تور، و اورلئان، مارگراف نوستریا و بعدها پادشاه فرانک باختری.
- ۹۲۳–۹۵۶: هوگوی بزرگ (۸۹۸–۹۵۶)، همچنین دوک فرانک‌ها.
- ۹۵۶–۹۸۷: هوگو کاپه (۹۳۹–۹۹۶)، بعدها پادشاه فرانک‌ها.

### بوچاردز
- ۹۸۷–۱۰۰۵: بوشار یکم بزرگوار (درگذشت ۱۰۰۵)، همچنین کنت وندوم، کوربیل، و ملون.
- ۱۰۰۵–۱۰۱۷: رنود وندوم (۹۹۱–۱۰۱۷)، همچنین اسقف پاریس و کنت وندوم.

## کنت‌های اورلئانیست

### سلطنت ژوئیه
در سال ۱۸۳۸، در زمان سلطنت ژوئیه، پادشاه لوئی فیلیپ یکم این عنوان را به نوه تازه متولد شده خود، فیلیپ اعطا کرد.پس از کناره‌گیری لوئی فیلیپ در طول انقلاب ۱۸۴۸ فرانسه، سلطنت‌طلبان اورلئانیست، فیلیپ و فرزندانش را وارثان قانونی تاج و تخت می‌دانستند. در سال ۱۸۷۰، در آغاز جمهوری سوم فرانسه، فیلیپ و اورلئانیست‌ها موافقت کردند که از مشروعه‌خواه مدعی تاج‌وتخت، آنری، کنت شامبور حمایت کنند، اما پس از مرگ آنری در سال ۱۸۸۳، ادعاهای فیلیپ را از سر گرفتند.
- ۱۸۳۸–۱۸۴۸: شاهزاده فیلیپ، کنت پاریس (۱۸۳۸–۱۸۹۴).

### کنت‌های پاریس بدون ایجاد قانونی
در سال ۱۹۲۹، مدعی اورلئانیست ژان د اورلئان، دوک گیز (۱۸۷۴–۱۹۴۰) عنوان «کنت پاریس» را به پسر بزرگ و تنها پسرش آنری د اورلئان اعطا کرد. عنوانی که آنری تا زمان مرگش حفظ کرد و تحت آن بیشتر شناخته شد. پس از او، این عنوان توسط جانشینان او به عنوان مدعی اورلئانیست برای تاج و تخت فرانسه اتخاذ شد.
- ۱۹۲۹–۱۹۹۹: آنری، کنت پاریس (۱۹۰۸–۱۹۹۹).
- ۱۹۹۹–۲۰۱۹: آنری د اورلئان، کنت پاریس (۱۹۳۳–۲۰۱۹).
- ۲۰۱۹-اکنون: ژان، کنت پاریس (متولد ۱۹۵۶)[۲]

صاحب عنوان بعدی، پسر ژان، شاهزاده گاستون لوئی آنتوان ماری دورلئان (متولد ۲۰۰۹) است.